# Markus E. Olsen
Markus Elias Olsen (* 29. Januar 1966) ist ein grönländischer Pastor und Politiker.

## Leben
Markus E. Olsen stammt ursprünglich aus Sisimiut. In den 1990er Jahren studierte er Lehramt und war Vorsitzender der grönländischen Studentenvereinigung Kalaallit Ilinniagaqartut Kattuffiat. Er war zudem Mitgründer der Jugendvereinigung Sorlak und erster Redakteur der Sisimiuter Lokalzeitung Sivdleĸ. Er kandidierte bei der Parlamentswahl 1995 für die Siumut, wurde aber nicht gewählt. Bei der Wahl 1999 kandidierte er erneut, diesmal für die Inuit Ataqatigiit, verpasste aber erneut einen Sitz. Erst bei der Parlamentswahl 2009 trat er erneut an, um für die Siumut einen Sitz im Inatsisartut zu erzielen, erhielt aber nur 47 Stimmen. Bei der Wahl 2013 kandidierte er erneut, diesmal für die neugegründete Partii Inuit. Er erhielt 44 Stimmen, die fünftmeisten innerhalb der Partei, womit er erneut einen Parlamentssitz verpasste. Kurz nach der Wahl trat er aus Protest aus der Partei aus. Erst bei der Wahl 2018 trat er wieder an, diesmal wieder für die Siumut, verpasste mit nur 24 Stimmen einen Sitz jedoch deutlich.
Er studierte später Theologie und wurde am 4. August 2021 zum Pastor in Nuuk ernannt. Anlässlich des Nationalfeiertags 2022 hielt er einen Gottesdienst, in den er grönländischen Trommeltanz einband, während er es auch versäumte, einen Segen auf das dänische Königshaus und die grönländische Regierung zu sprechen. Er wurde daraufhin trotz großer Proteste erst suspendiert und schließlich entlassen.
Nur wenige Wochen später kandidierte er für einen Sitz im Folketing bei der Folketingswahl 2022. Bei der Wahl erhielt er 329 Stimmen, womit er erster Stellvertreter von Aki-Matilda Høegh-Dam wurde. Diese ließ sich ab dem 22. September 2023 aufgrund einer Reise für zwei Wochen beurlauben, woraufhin Markus E. Olsen ihren Platz einnahm. Er kündigte daraufhin an, im dänischen Parlament nur Grönländisch sprechen zu wollen, was international für Aufsehen sorgte. Aki-Matilda Høegh-Dam hatte einige Monate zuvor bereits eine Rede auf Grönländisch gehalten und damit für Verwunderung bei den dänischen Abgeordneten gesorgt. Kurz vor dem Beginn seiner Vertretungsperiode beschloss das Folketing, dass das Nutzen anderer Sprachen im Parlament grundsätzlich verfassungskonform sei, Dolmetschen aller Parlamentsdebatten aber aus finanziellen Gründen unrealistisch, sodass beschlossen wurde, dass Markus E. Olsen die doppelte Redezeit erhalten sollte, um seine Reden selbst erst auf Grönländisch und dann auf Dänisch halten zu können. Kurz vor Ende seiner Vertretungsperiode hielt er eine Rede, bei der er seinen eigenen Bruder Lars K. S. Olsen als Dolmetscher einstellen ließ, ohne das Folketing auf das Verwandtschaftsverhältnis hinzuweisen, was zu Kritik führte.
Markus E. Olsen ist der jüngere Bruder des Politikers Peter Olsen (* 1961), der während seiner Amtsperiode als Pastor in Nuuk amtierender Kirchenminister war. Sein Cousin Moses Olsen (1938–2008) war zudem in den 1970er Jahren grönländischer Abgeordneter im Folketing.